# Jesús Gay Ruidíaz
Jesús Gay Ruidíaz (San Sebastián, 4 de mayo de 1927-Madrid, 8 de agosto de 2001) fue un político español, activo principalmente durante la dictadura franquista.

## Biografía
Nació el 4 de mayo de 1927 en San Sebastián (Guipúzcoa). Formó parte de una generación de falangistas universitarios de perfil eminentemente intelectual, colaboradores en las revistas del SEU. Jefe del SEU de Madrid, el 7 de febrero de 1956 procedió a suspender las elecciones estudiantiles en la Universidad de Madrid, lo que derivó en su expulsión, preludiando las refriegas estudiantiles de febrero de 1956. Ocupó diversos cargos juveniles en las filas del Movimiento. Gay Ruidíaz, que desempeñó brevemente el cargo de procurador en las Cortes franquistas, al sustituir en 1961 a Antonio Tena Artigas, impartió en 1965 una conferencia en Zaragoza bajo el nombre de La España de José Antonio en la España de hoy, en la que abogó por una reactualización del pensamiento del líder falangista. Fue subdirector general de Beneficencia e igualmente ejerció de gobernador civil de la provincia de Albacete entre abril de 1971 y febrero de 1973, y de la provincia de Burgos entre febrero de 1973 y agosto de 1977. Falleció en Madrid el 8 de agosto de 2001 como consecuencia de un accidente de tráfico que había sufrido unos días antes.